# 塩嶺トンネル
塩嶺トンネル（えんれいトンネル）は長野県岡谷市と塩尻市の間にある、塩嶺を貫通する東日本旅客鉄道（JR東日本）中央本線（中央東線）のトンネルで、全長5,994 m、全区間が複線である。
中央本線の岡谷駅 - みどり湖駅間に存在する。このトンネルが開通する以前、岡谷駅 - 塩尻駅間は辰野駅まで南下して迂回していた（単線）が、本トンネルの開通によってその必要がなくなり、距離および所要時間が短縮された。岡谷駅 - 塩尻駅間は辰野駅経由だと約28 kmであったが、約16 kmが短縮され約12 kmになった。開通当時の特急「あずさ」において、新宿駅 - 松本駅間の所要時間が約20分短縮された。
トンネルの掘削は1974年（昭和49年）2月に塩尻側から着手され、1982年（昭和57年）4月に全面貫通した。総工費は510億円。施工は大成建設。

塩嶺トンネル付近の路線図

## 歴史と影響
もともと中央本線建設当時から、トンネル掘削を含む塩嶺ルートの構想はあった。この塩嶺ルートは糸魚川静岡構造線という大断層の上にあるが、それ以前の問題としてトンネルとした場合には両開口部の高度差が大きく、現在のような全長6 kmにも及ぶ片勾配のトンネルを直線状に掘削する工事は、明治時代（岡谷駅 - 塩尻駅間の開業は1906年（明治39年）6月）の技術では大変困難であった。
実際、総延長4,656 mの中央本線笹子トンネルが貫通したのが1902年（明治35年）、9,702 mの上越線清水トンネルが貫通したのはさらに後の1931年（昭和6年）のことである。また、勾配の連続するトンネルでは、運行についても当時の蒸気機関車では乗務員の窒息事故の危険がつきまとう、安全面での大きな問題もあった。
同様に、建設当時の技術で仮に中山道に沿った塩嶺越えのルートを考えても、峠の頂点にはトンネルが必要で、さらに前後に急曲線や急勾配をいくつも挟んだり、場合によりループ線が必要とあっては、やはり蒸気機関車での運行を考えると、機関車の性能面や安全面からしておおよそ非現実的であった。
一方で、塩嶺南側の伊那谷出身の代議士・伊藤大八からの働きかけがあったこともあり、中央本線開通時は、天竜川および横川川沿いをたどる辰野駅経由の路線（現在の支線区間）として建設された。そのため支線区間（旧線）を「大八廻り」と呼ぶことがある。
しかし、中央本線の旅客需要が急増した1970年代以降、スピードアップのため塩嶺ルートによる路線短絡が検討されるようになった。現行ルートに加えて下諏訪 - 塩尻のルートも比較検討されたが、最終的に高い乗降実績のある岡谷駅を通る現行ルートに決まった。しかし岡谷市内の用地問題の解決に時間を要し、本トンネルを含む新線区間は1983年（昭和58年）に開通した。
これにより、ほとんどの優等列車や松本以南が快速化された急行「天竜」の中央東線発着編成は新線経由となり、辰野駅を経由する優等列車は飯田線直通の急行「アルプス」・「こまがね」の3往復のみとなったが、1986年（昭和61年）11月には飯田線直通急行も廃止され、従来は塩尻駅で分割併合していた「かもしか」も、岡谷駅で分割併合して塩嶺トンネルを経由するように変更された。そのため、旧線のうち岡谷駅 - 辰野駅間は事実上飯田線と一体化し、辰野駅 - 塩尻駅間は短編成の電車（123系→E127系100番台）が往復するのみのローカル線となった。
2002年（平成14年）12月1日のダイヤ改正で、唯一旧線を走っていた夜行急行「アルプス」が廃止されたため、中央東線の優等列車は臨時列車を除き、すべて塩嶺トンネル経由となった。また、岡谷・塩尻間には、運賃や料金計算上の経路特定区間の特例（みどり湖経由の距離で金額を算出し、どちらの経路を通ってもよい）が設けられていたが、「アルプス」廃止前年の2001年に廃止されている。

## トンネルの異常出水
第四紀の火砕流からなる塩嶺累層の掘削中、毎分10トンを超える異常出水が発生し工事は難航した（最大では50トン/分を超過）。異常出水に伴い、トンネル直上にある勝弦地区の簡易水道水源の湧水が減量し、更に枯渇が発生した。

## 沿革
- 1974年（昭和49年）2月 - 着工[1]
- 1982年（昭和57年）4月 - 全面貫通[1]
- 1983年（昭和58年）7月5日 - 開通[1]
- 1987年（昭和62年）4月1日 - 国鉄分割民営化に伴い、JR東日本に継承